# حزقيال مانويل فلوريس
حزقيال مانويل فلوريس (بالإسبانية: Juan Manuel Flores)‏ هو لاعب كرة قدم مكسيكي، ولد في 7 سبتمبر 1993.